# Medog
Medog (en tibetano, མེ་ཏོག་རྫོང་།; wylie, me tog rdzong; literalmente, ‘flores’; en chino, 墨脱县; pinyin, Metuō xiàn) es un condado bajo la administración directa de la Prefectura Nyingchi en la Región autónoma del Tíbet, República Popular China. Su área es 6600 km² y su población total para 2010 fue cercana a los 10 mil habitantes.

## Administración
El condado de Medog se divide en 7 pueblos que se administran en 1 poblado y 6 villas.